# Premier League (Äthiopien) 1997/98
Die Premier League 1997/98 war die 52. Saison der höchsten äthiopischen Spielklasse im Fußball. Es nahmen acht Mannschaften teil, die je zwei Mal gegeneinander antraten. Meister wurde EEPCO, die sich nach 1993 den Titel zum zweiten Mal sicherten.

## Teilnehmer
| Mannschaften           | Stadt        |
| ---------------------- | ------------ |
| Awassa Kenema          | Awassa       |
| Dire Dawa Cherka Cherk | Dire Dawa    |
| EEPCO                  | Addis Abeba  |
| Ethiopian Coffee SC    | Addis Abeba  |
| Ethiopian Insurance FC | Addis Abeba  |
| Guna Trading FC        | Mek’ele      |
| Kombelcha Cherka Cherk | Dese/Dessie  |
| Pulp & Paper SC        | Adama/Nazret |

## Tabelle
| Pl. | Verein                  | Sp. | S  | U | N  | Tore    | Diff. | Punkte |
| --- | ----------------------- | --- | -- | - | -- | ------- | ----- | ------ |
| 1.  | EEPCO                   | 14  | 10 | 2 | 2  | 037:160 | +21   | 32     |
| 2.  | Ethiopian Insurance FC  | 14  | 10 | 2 | 2  | 034:150 | +19   | 32     |
| 3.  | Ethiopian Coffee SC (M) | 14  | 8  | 5 | 1  | 037:160 | +21   | 29     |
| 4.  | Awassa Kenema           | 14  | 7  | 2 | 5  | 022:200 | +2    | 23     |
| 5.  | Dire Dawa Cherka Cherk  | 14  | 7  | 2 | 5  | 014:230 | −9    | 23     |
| 6.  | Guna Trading FC         | 14  | 3  | 3 | 8  | 013:300 | −17   | 12     |
| 7.  | Kombelcha Cherka Cherk  | 14  | 2  | 4 | 8  | 013:300 | −17   | 10     |
| 8.  | Pulp & Paper SC         | 14  | 1  | 2 | 11 | 011:370 | −26   | 05     |

| (M) | amtierender äthiopischer Meister |